# 밸러리 랜즈버그
밸러리 랜즈버그(영어: Valerie Landsburg, 1958년 8월 12일 ~ )는 미국의 각본가, 배우, 가수이다.
뉴욕에서 태어났다.

## 영화
- 레이디 포토그래퍼의 유혹 (2005년)
- 투 굿 투 비 트루 (1997년)
- 스토리 오브 우먼 (1997년)
- 원 오브 허 오운 (1994년)
- 테러블 나이트 (1994년)
- 호텔 - 시리즈 (1983년)
- 내일은 스타 (1982년)
- 생사의 갈림길 (1979년)
- 금요일 밤의 열기 (1978년)